# Thorold (Ontario)
Pour les articles homonymes, voir Thorold.
Thorold est une ville de la municipalité régionale de Niagara en Ontario. La ville est aussi le siège de la municipalité régionale.
La ville est traversée en son centre par le canal Welland et les Twin Flight Locks.

## Historique
Les premiers pionniers s'établissant dans la région arrivent en 1788 à travers les communautés de Beaverdams, DeCew Falls et St. Johns (en). Avec l'ouverture du canal Welland en 1826, ces communautés sont remplacées par Thorold, Allanburg (en) et Port Robinson (en).
En 1846, la population de la communauté dépasse les 1 000 habitants et inclut désormais trois églises ou chapelles, ainsi qu'un bureau de poste. L'économie repose alors sur deux moulins à farine, un moulin à ciment, une brasserie et trois fabricants de chariots.
Thorold est situé sur l'escarpement du Niagara et devient vite un village en 1850 et une ville en 1870. Avec la création de la municipalité régionale de Niagara en 1970. La ville de Thorold annexe l'ancien canton de Thorold (Thorold Township). En 1975, la ville devient la cité de Thorold.
Site de la bataille de Beaver Dams durant la guerre de 1812, durant cette bataille le colonel Charles Boerstler et les troupes américaines sont défaites par 80 officiers britanniques et 300 guerriers Mohawks le 25 juin 1813.

## Géographie
La cité inclut les hameaux d'Allanburg, Beaverdams, Confederation Heights, Port Robinson, St. Johns, Rolling Meadows, Thorold South et Turner's Corners.
St. Johns est l'un des premiers établissement situés à l'intérieur de la péninsule du Niagara où s'établissent les Européens.

## Démographie
| 1841  | 1871  | 1901  | 1911  |
| ----- | ----- | ----- | ----- |
| 1 000 | 1 635 | 1 979 | 2 273 |

| 1921  | 1931  | 1941  | 1951  |
| ----- | ----- | ----- | ----- |
| 4 825 | 5 092 | 5 284 | 6 397 |

| 1961  | 1971   | 1981   | 1991   |
| ----- | ------ | ------ | ------ |
| 8 633 | 15 065 | 15 412 | 17 542 |

| 1996   | 2001   | 2006   | 2011   |
| ------ | ------ | ------ | ------ |
| 17 883 | 18 048 | 18 224 | 17 931 |

| 2016   | - | - | - |
| ------ | - | - | - |
| 18 801 | - | - | - |

## Transports

### Tunnel Thorold

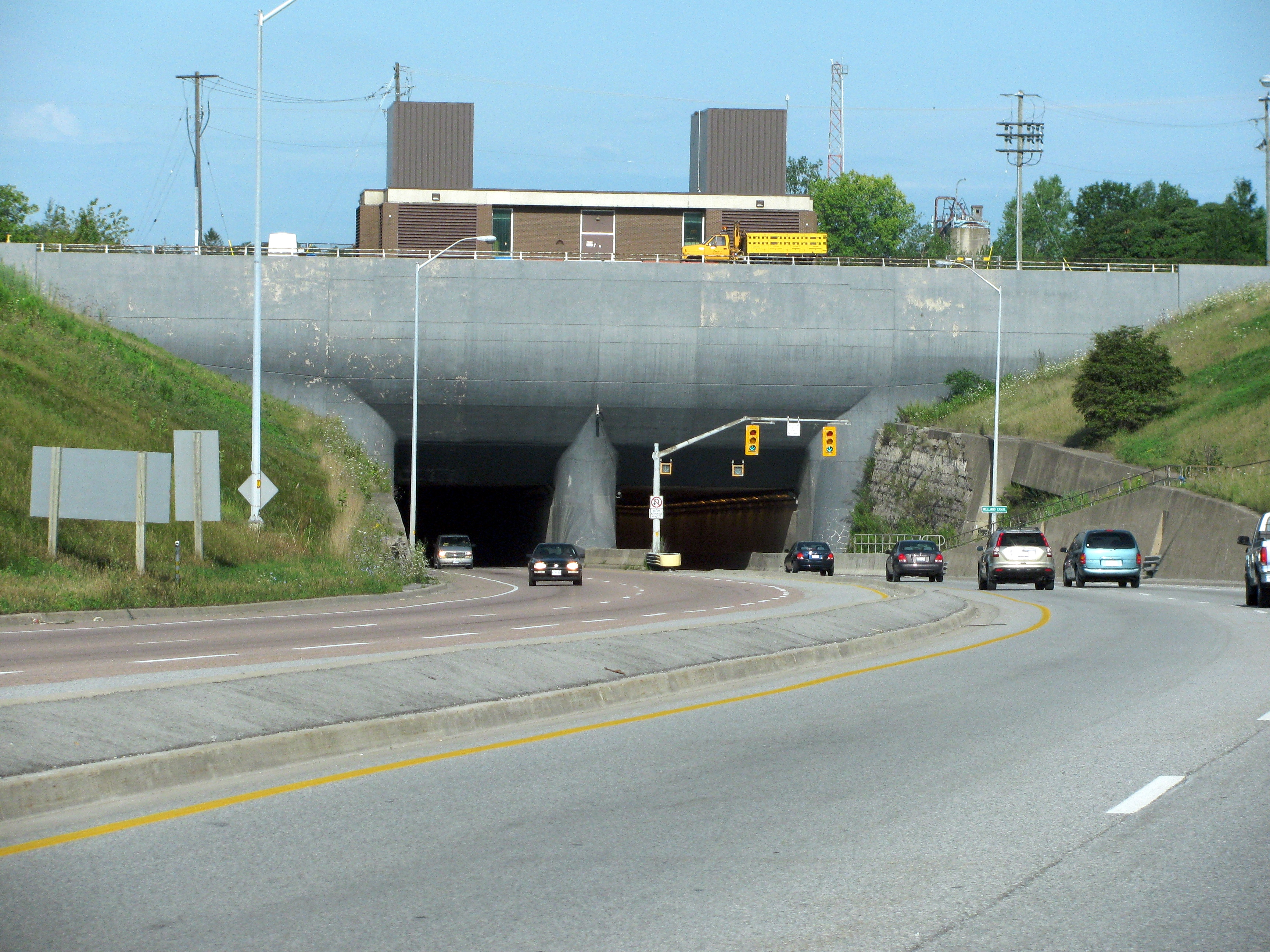
Entrée est du tunnel Thorold

Le tunnel de Thorold est un tunnel sous-marin construit de   1965 à 1967 et permettant à la route 58 de passer sous le canal Welland. Le tunnel est le plus long en Ontario.

### Canal Welland
Une partie du canal Welland traverse la ville de Thorold.

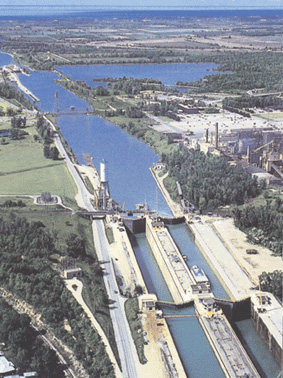
Écluses jumelées triples de Thorold - Au loin, l'écluse simple n°3

## Centre de détention Niagara
Le Centre de détention Niagara, d'un capacité de 260 personnes, est une prison à sécurité maximale. L'établissement sert surtout de transit pour les détenus à courtes sentences en attente de transfert vers des prisons fédérales et provinciales. Le centre est situé entre les quartiers de Thorold South et Allanburg.

## Personnalités
- Owen Nolan (né en 1972), joueur professionnel de hockey sur glace
- Sean Bentivoglio (né en 1985), joueur professionnel de hockey sur glace